# فاگین
فاگین یکی از شخصیت‌های داستانی منفی داستان الیور توئیست، نوشتهٔ چارلز دیکنز است. او در داستان با نام‌های پیرمرد، پیری یا یهودی نامیده می‌شود.

## شخصیت

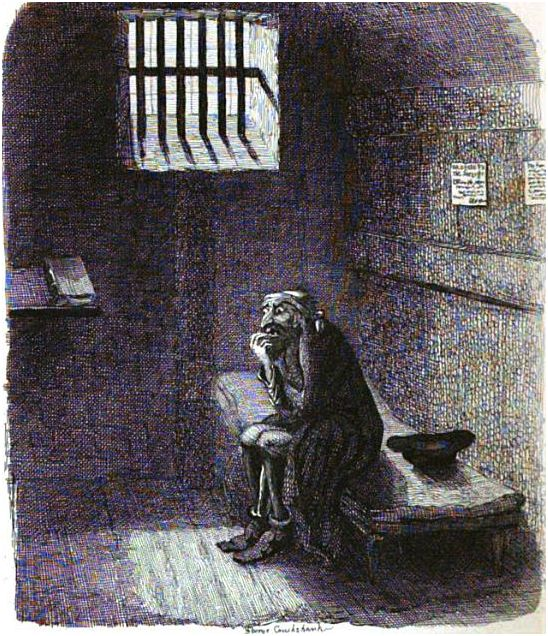
فاگین در انتظار به دار آویخته شدن

زادگاه فاگین لندن است، نویسنده همواره با نگاهی پر از انزجار به فاگین می‌نگرد. فاگین رهبر یک گروه خیابانی است که در آن کودکان خردسال را به جیب‌بری و کارهای جنایی وادار می‌کند و در برابر آن پول بسیار اندکی به آن‌ها می‌پردازد.
او شخصیتی دروغگو و غیرقابل‌اعتماد است و تکیه کلام او عزیز من (my dear) است. فاگین دوست‌پسر یکی از شخصیت‌های مثبت داستان، یعنی نانسی است. نانسی یک کارگر جنسی است ولی همواره می‌خواهد یک زندگی پاک و به دور از گناه داشته باشد. شخصیت او به‌خاطر بیش از حد خسیس بودنش کمی طنزآمیز است.
او به‌طور غیرمستقیم باعث مرگ نانسی می‌شود و در پایان کتاب، به‌خاطر جنایت‌هایی که انجام داده به دار آویخته می‌شود و زندگی رقت‌انگیزش به پایان می‌رسد.

## پایه و اساس شخصیت
چارلز دیکنز نام فاگین را از یک دوست سفیدپوست خود که در یک کارخانهٔ چکمه‌سازی کار می‌کرد، برگرفته‌است.

## یهودی‌ستیزی
فاگین یکی از نمادهای یهودیان در ادبیات انگلیسی قرن ۱۹ است. در نخستین نسخهٔ کتاب الیور توئیست، بخش اول، ۲۵۷ بار به نژاد و آیین فاگین اشاره می‌شود که طوری برای خواننده تداعی می‌کرد که گویا بسیاری از جنایت‌ها یا ویژگی‌های فاگین به خاطر یهودی بودنش است. در نسخه‌های پسین چاپ‌شدهٔ کتاب الیور توئیست، ۱۸۰ نمونه واژهٔ یهودی از تمام برگ‌های کتاب پاک شد.
شخص چارلز دیکنز بعدها در نامه‌ای به یکی از دوستانش این کارش را یک اشتباه بزرگ نامید؛ و گفت که این کار او به‌خاطر بیزاری از یهودیان نبوده، بلکه به‌خاطر این بوده که در آن دورانی که کتاب را می‌نوشته، یهودیان بسیاری مانند فاگین کودکان تنگ‌دست و بی‌سرپرست را به امید چند وعده خوراک و اندکی پول، به بزهکاری وادار می‌کردند.

## در آثار نمایشی
در سال ۱۹۲۲ در فیلمی از فرانک لوید، کاراکتر فاگین را لان چینی بازی کرد.
همچنین در اقتباس دیگری از الیور توئیست در سال ۱۹۴۸ ساختهٔ دیوید لین، الک گینس نقش فاگین را ایفا کرد. نمایش این فیلم به مدت سه سال در آمریکا، به اتهام یهودی‌ستیزی از سوی اتحادیهٔ ضد افترا ممنوع شد و سرانجام در سال ۱۹۵۱ به‌نمایش عمومی درآمد.